# Kuta (Bali)
Kuta je město na indonéském ostrově Bali jižně od hlavního města ostrova Denpasar. Je bývalou rybářskou vesnicí a je jedním z prvních měst na Bali, které mělo významný rozvoj díky turistice a její plážový resort je jednou z hlavních turistických destinací Indonésie. Je mezinárodně známá díky své dlouhé písčité pláži, různorodému ubytování, mnoha restauracím a barům. Většina návštěvníků pochází z Austrálie. Kuta byla místem bombových útoků z roku 2002 na Bali a bombových útoků na Bali v roce 2005. Provinční vláda na Bali zaujala stanovisko, že zachování balijské kultury, přírodních zdrojů a volně žijících živočichů má zásadní význam pro rozvoj ostrova.

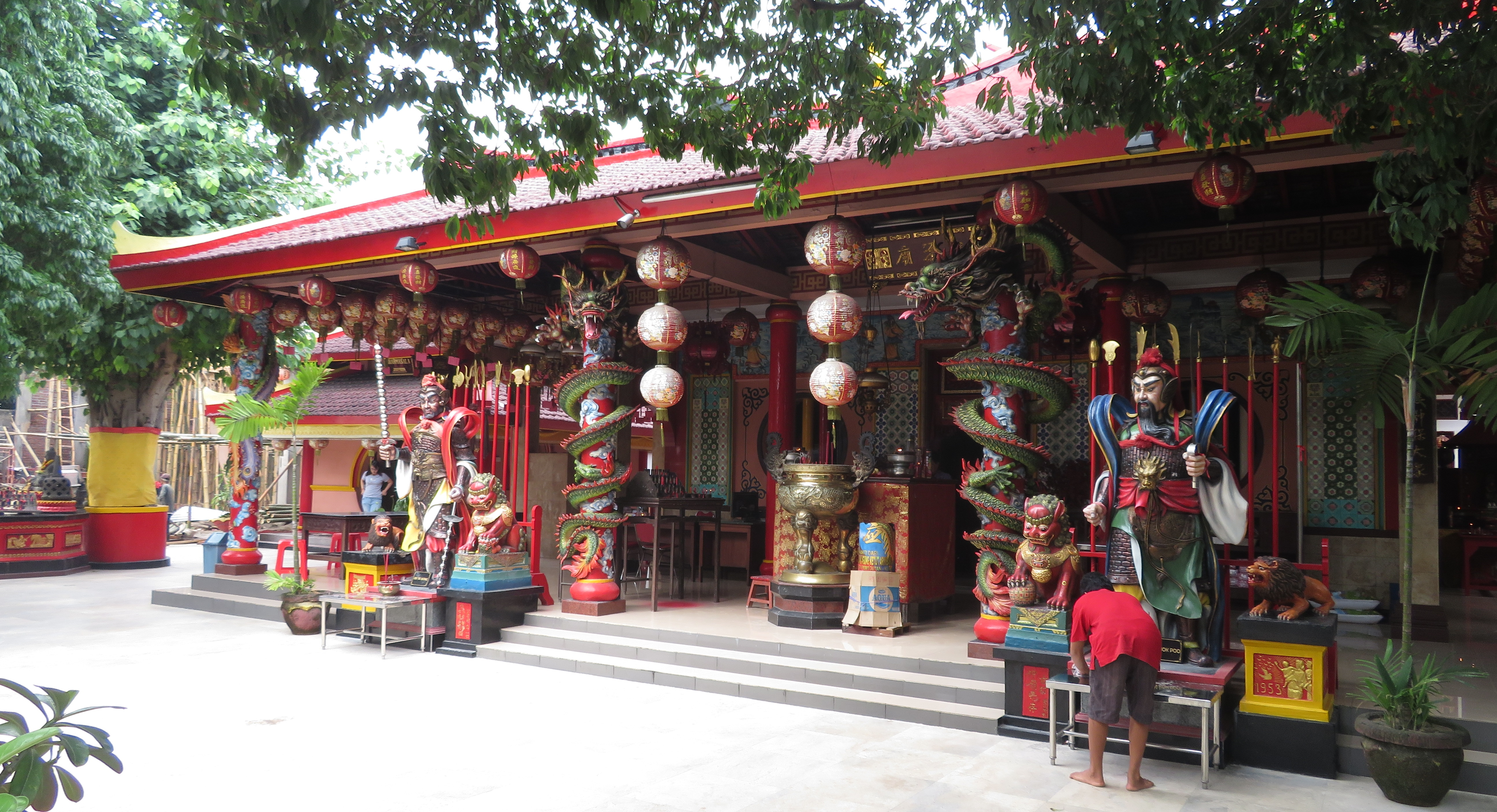
Buddhistický chrám Viharaya Dharmayana

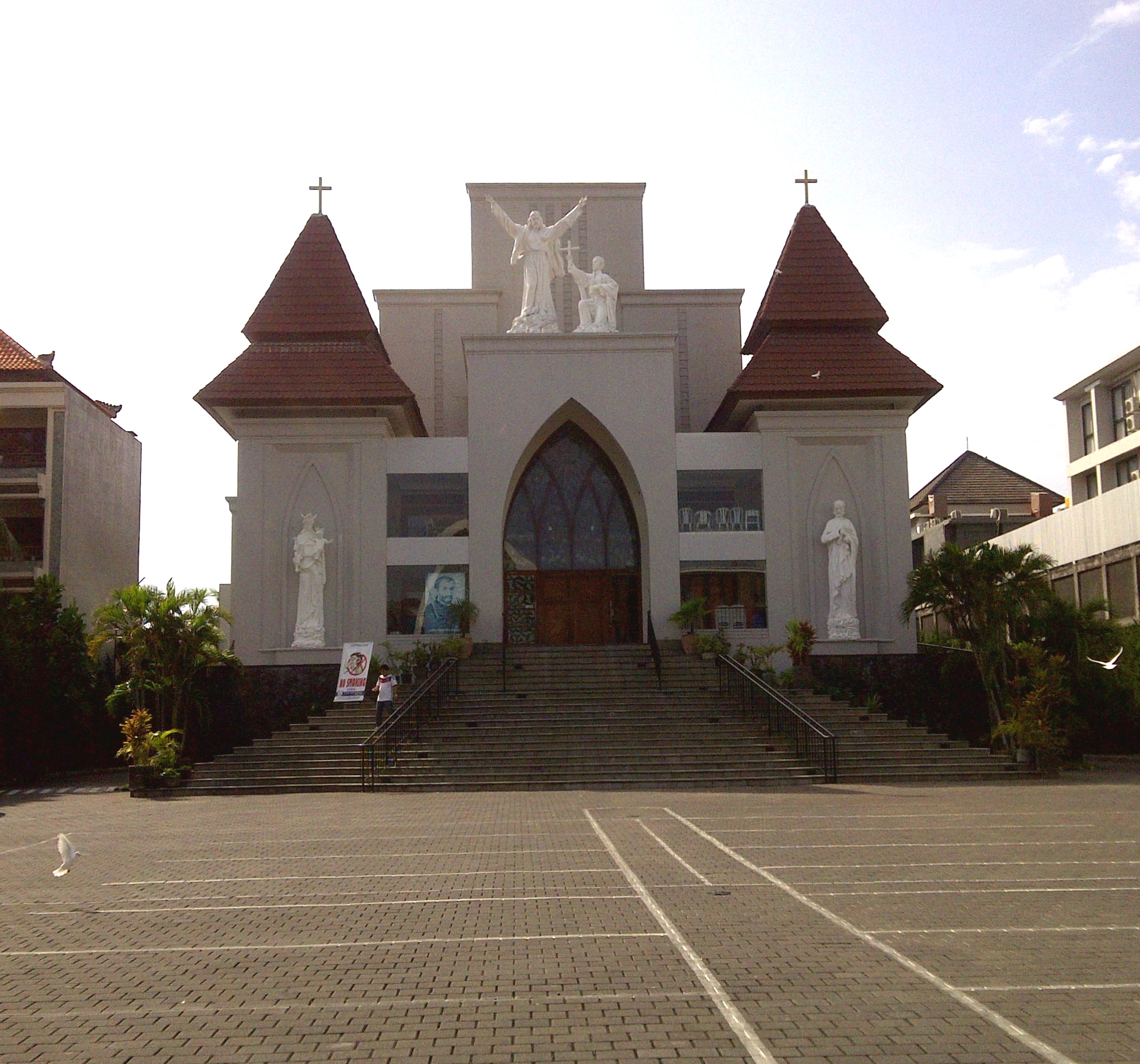
Kostel svatého Františka

## Cestovní ruch
Kuta je známá kilometry dlouhými širokými písečnými plážemi, které z ní udělaly centrum masové turistiky ze západních zemí. Písečná pláž v Kutě je ideálním místem pro surfování v díky silnému příboji, kvůli kterému zde jsou ale omezené možnosti pro plavání. Dominantami města jsou především hotely, obchody v turistickém stylu a mnoho nočních klubů. Proto Kuta, v průběhu posledních několika let získala "západní" ráz, a to zejména v blízkosti hlavní obchodní ulice Jalan Legian. Většina turistů pochází z Austrálie, Indonésie, Německa, Japonska, Číny, Nizozemí, Indie a Malajsie. Mezinárodní letiště na Bali Denpasar Ngurah Rai International Airport se nachází bezprostřední blízkosti Kuty, jižně od města.

## Bombové útoky
Dne 12. října 2002 se Kuta stala terčem teroristického útoku ze strany islámských extremistů. Útok způsobila výbušnina v autě, zcela zničeny byly dva noční kluby a zahynulo celkem 202 lidí, převážně Australané. V ulici Jalan Legian je velký pomník se jmény obětí teroristického útoku. Naproti se nachází parkoviště. Zde stál jeden ze dvou zničených nočních klubů, který již nebyl znovu postaven. V důsledku teroristického útoku se cestovní ruch na Bali zhroutil a zcela se již nikdy nezotavil.
Dne 1. října 2005 otřásl městem další teroristický útok s 26 mrtvými. Výbušnina explodovala v restauraci na populární nákupní míli v Matahari Department store. Další výbuchy byly téměř ve stejnou dobu ve dvou plážových restauracích, přibližně 15 kilometrů vzdáleném Jimbaranu.

## Významné památky
Jednou z mála architektonických památek v Kutě, která byla založena v roce 1876, je v čínském stylu  postavený buddhistický chrám v Viharaya Dharmayana, jeden z pěti buddhistických chrámů na Bali. V roce 1982 jej navštívil dalajláma. Obyvatelé Bali jsou pouze 0,6% buddhisté, kteří jsou především Číňané a žijí již delší dobu na Bali. Proto na chrám je na rozdíl od většiny ostatních buddhistických chrámů v Indonésii postaven v barevně čínském stylu, kde převládají červené a žluté barvy.